# Моторнюк Ігор Лук'янович
Ігор Лук'янович Моторнюк (18 листопада 1933, Мирогоща Перша) — доцент факультету журналістики Львівського національного університету імені Івана Франка, літературознавець, критик, кандидат філологічних наук.

## Біографія
У 1957 році закінчив навчання на філологічному факультеті Львівського університету.
Через півроку, 1958-го, влаштувався на роботу редактором видавництва Львівського університету. Тут попрацював до 1963 року. Паралельно з редакторською роботою у 1959 році почав працювати журналістом у газеті «Ленінська молодь».
А 1964 року став науковим співробітником Львівського інституту суспільних наук. За два роки Ігор Моторнюк захистив кандидатську дисертацію на тему «Іван Франко і проблеми літературної критики».
У 1977 році Ігор перейшов з інституту суспільних наук на посаду доцента факультету журналістики Львівського університету ім. Івана Франка.

## Наукова діяльність
Основні праці:
- «Торжество історичної справедливості» (у співавторстві, 1968);
- «Історія міст і сіл УРСР (том «Львівська область)» (у співавторстві, 1968);
- «Історія української дожовтневої журналістики» (1983);
- «Гра не без правил» і «правила гри» (2004).